# Hàn Trường Phú
Hàn Trường Phú (sinh ngày 10 tháng 10 năm 1954) là chính khách nước Cộng hòa Nhân dân Trung Hoa. Ông hiện là Ủy viên Ban Chấp hành Trung ương Đảng Cộng sản Trung Quốc khóa XIX, Bộ trưởng Bộ Nông nghiệp nông thôn. Ông từng giữ chức vụ Bộ trưởng Bộ Nông nghiệp và trước đó là Tỉnh trưởng Chính phủ Nhân dân tỉnh Cát Lâm.

## Tiểu sử
Hàn Trường Phú sinh ngày 10 tháng 10 năm 1954, người huyện Tân, tỉnh Hắc Long Giang. Tháng 1 năm 1974, ông gia nhập Đảng Cộng sản Trung Quốc.
Tháng 7 năm 1976, Hàn Trường Phú trở thành cán bộ Ban Tổ chức Huyện ủy huyện Tân, tỉnh Hắc Long Giang và sau đó là Phó Bí thư Huyện đoàn huyện Tân. Tháng 6 năm 1979, ông trở thành cán bộ Ban Công tác thanh niên nông thôn Trung ương Đoàn Thanh niên Cộng sản Trung Quốc. Tháng 4 năm 1987, Hàn Trường Phú được bổ nhiệm làm Phó Trưởng Ban Công tác thanh niên nông thôn Trung ương Đoàn. Tháng 6 năm 1990, ông nhậm chức Trưởng Ban Công tác thanh niên nông thôn Trung ương Đoàn. Tháng 7 năm 1990, ông được bổ nhiệm làm Ủy viên Thường vụ Trung ương Đoàn, Trưởng Ban Tuyên truyền Trung ương Đoàn.
Tháng 7 năm 1994, ông trở thành cán bộ Tổ nông thôn rồi Phó Tổ trưởng Tổ nông thôn của Văn phòng Tiểu tổ Lãnh đạo tài chính kinh tế Trung ương. Tháng 6 năm 1998, Hàn Trường Phú được bổ nhiệm giữ chức Phó Chủ nhiệm Văn phòng Tiểu tổ Lãnh đạo tài chính kinh tế Trung ương.
Tháng 7 năm 2001, ông chuyển sang làm Phó Bí thư Ban Cán sự Đảng Bộ Nông nghiệp, Thứ trưởng Bộ Nông nghiệp.
Tháng 4 năm 2003, Hàn Trường Phú được luân chuyển giữ chức vụ Phó Bí thư Đảng bộ, Phó Chủ nhiệm Phòng Nghiên cứu Quốc vụ viện.
Tháng 2 năm 2002 đến tháng 1 năm 2007, Hàn Trường Phú theo học chuyên ngành luật học, Học viện Khoa học xã hội nhân văn thuộc Đại học Thanh Hoa và đạt được học vị tiến sĩ luật học.
Tháng 11 năm 2006, Hàn Trường Phú được bổ nhiệm làm Phó Bí thư Tỉnh ủy Cát Lâm. Tháng 12 năm 2006, ông kiêm nhiệm chức vụ Phó Tỉnh trưởng tỉnh Cát Lâm, quyền Tỉnh trưởng. Tháng 1 năm 2007, Hàn Trường Phú chính thức đảm nhiệm chức vụ Tỉnh trưởng tỉnh Cát Lâm.
Ngày 26 tháng 12 năm 2009, tại hội nghị lần thứ 12 của Ủy ban Thường vụ Đại hội Đại biểu Nhân dân Toàn quốc khóa XI nhiệm kỳ 2008-2013, ông được bầu làm Bộ trưởng Bộ Nông nghiệp. Ngày 14 tháng 11 năm 2012, tại Đại hội Đảng Cộng sản Trung Quốc lần thứ 18, ông được bầu làm Ủy viên Ủy ban Trung ương Đảng Cộng sản Trung Quốc khóa XVIII.
Ngày 24 tháng 10 năm 2017, tại Đại hội Đảng Cộng sản Trung Quốc lần thứ XIX, ông tái đắc cử Ủy viên Ủy ban Trung ương Đảng Cộng sản Trung Quốc khóa XIX.
Ngày 19 tháng 3 năm 2018, kỳ họp thứ nhất Đại hội đại biểu Nhân dân toàn quốc (Quốc hội Trung Quốc) khóa XIII nhiệm kỳ 2018-2023 tổ chức Hội nghị toàn thể lần thứ 7, ông được bầu giữ chức vụ Bộ trưởng Bộ Nông nghiệp nông thôn.